# Michele Rezzani
Michele Rezzani (Broni, 15 februari 1975) is een Italiaans voormalig wielrenner. Hij was actief van 1996 tot en met 1998. Michele behaalde één zege in zijn carrière.

## Overwinningen
1997
- GP Lugano

## Resultaten in voornaamste wedstrijden
| Jaar | Milaan-San Remo | Gent-Wevelgem |
| ---- | --------------- | ------------- |
| 1998 | 75e             | 44e           |